# Cicineto
Cicineto (in greco antico: Κικύνηθος?) è un'isola greca antistante le coste della Magnesia in Tessaglia.

## Storia
Era anche una città dell'antica Grecia menzionata nel Periplo di Scilace. Strabone dice che Artemidoro sosteneva che vi fosse una città, ma non diede precise informazioni su di essa.
Oggi esiste il villaggio di Paleo Trikeri (in greco antico: Παλαιό Τρίκερι?) che è anche il nome dell'isola. Secondo il censimento del 2011 contava 59 abitanti.